# Die letzte Begegnung
Die letzte Begegnung ist eine Erzählung der deutschen Schriftstellerin Gertrud von Le Fort, die sich mit der letzten Unterredung der beiden großen Mätressen Ludwigs XIV. beschäftigt.

## Inhalt
Louise de La Vallière, die nach 13 Jahren als Geliebte am Hofe des Königs ins Kloster floh und dort Zuflucht fand, wird von ihrer einstigen Kontrahentin, der Marquise de Montespan, zu einem letzten Gespräch aufgesucht. Die beiden Frauen begegnen sich nach vielen Jahren wieder – und sofort flammt die einstige Rivalität erneut auf. Die Marquise konfrontiert die Karmeliterin so lange, bis diese weinend zusammenbricht und so ihre eigene Kapitulation auslöst. Historische Begebenheiten, wie die Versuche der Marquise, die Gunst des Königs durch schwarze Zauberei für sich zu gewinnen, werden dabei aufgedeckt und dem Leser vorgestellt; des Weiteren beschreibt die Autorin tiefenpsychologische Vorgänge.

## Einordnung
Das Werk ist nicht rein in die katholisch-religiöse Literatur einzuordnen, sondern vielmehr in einen erweiterten Zusammenhang zu stellen, der sich sowohl mit der Historie, wie auch mit den seelischen Vorgängen der beiden Frauen beschäftigt.

## Ausgaben
- Gertrud von LeFort: Die letzte Begegnung. Novelle. Insel-Verlag, Wiesbaden 1959.